# Colt FitzGerald Special
 (mars 2021).
Si vous disposez d'ouvrages ou d'articles de référence ou si vous connaissez des sites web de qualité traitant du thème abordé ici, merci de compléter l'article en donnant les références utiles à sa vérifiabilité et en les liant à la section « Notes et références ».

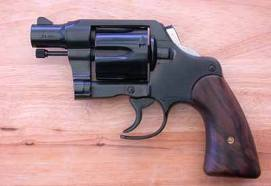
Un FitzGerald Special construit sur la base d'un Colt New Service en .38 Spécial mesure environ 19 cm pour 900 g

Le Colt Fitz Gerald Special, "Fitz Special" ou "Fitz Colt" est l'un des premiers revolvers américains compacts de gros calibre  (9 mm à 11, 5 mm) conçu pour la défense personnelle ou les policiers en civil.

## Présentation
Le concept de  ce revolver  a été lancé par John Henry Fitz Gerald, un employé de Colt Firearms de 1918 à 1944. 
Réalisé sur la base d'un  Colt Positive Police Special  (incitant la firme de sortir le Colt Detective Special), d'un Colt New Service ou d'un Colt Official Police, ce révolver présente :
- un canon raccourci  pour lui donner une longueur de 5 (le plus souvent) à 9 cm,
- une  tige d'éjecteur plus courte,
- un demi-pontet obtenu par sciage de sa partie avant,
- une crête de chien arrasée.

Ces modifications ont pour but d'améliorer la vitesse à dégainer  et à pointer le révolver. Un Colt Official Police transformé ainsi en FitzGerald Special pèse seulement 725 g pour 18 cm.

## Sources
- Yves Louis CADIOU, Les Colt (2): revolvers à cartouches métalliques, Éditions du Portail, 1993
- Raymond CARANTA, L'Aristocratie du Pistolet, Crépin-Leblond, 1997